# Dasiops aculeolus
Dasiops aculeolus är en tvåvingeart som beskrevs av Mcalpine 1964. Dasiops aculeolus ingår i släktet Dasiops och familjen stjärtflugor. Inga underarter finns listade i Catalogue of Life.